# Iron Man (serie de televisión)
Iron Man, también conocido como Iron Man: La serie animada, es una serie de televisión animada estadounidense basada en el superhéroe Iron Man de Marvel Comics. La serie se emitió de 1994 a 1996 en sindicación como parte de The Marvel Action Hour, que incluía a Iron Man con otra serie animada basada en las propiedades de Marvel, los Cuatro Fantásticos, con un episodio de media hora de cada serie que se transmite en forma consecutiva. El espectáculo estaba respaldado por una línea de juguetes que presentaba muchas variantes de armadura.
Esta serie de Iron Man fue una de las pocas series de televisión que se regrabaron en THX. Esto puede haber sido habitual en el momento de una película, pero es raro en una serie de televisión. Poco después del lanzamiento de la película de acción en vivo Iron Man en 2008, las repeticiones comenzaron a transmitirse en el bloque Jetix en Toon Disney. Además, los 26 episodios están actualmente disponibles para transmisión a través de LoveFilm.

## Primera Temporada
En sus esfuerzos por robar la tecnología de Stark y la armadura de Iron Man, el Mandarín dirigió a un grupo de villanos formado por Dreadknight, Blizzard, Blacklash, Grey Gargoyle (cuando se trata de luchar contra Iron Man y su equipo, tiene la tendencia de convertir accidentalmente su villanos a la piedra), Hypnotia (un villano exclusivo de quien Dreadknight y Blacklash eran rivales por los afectos de), Whirlwind, Living Laser, MODOK, Fin Fang Foom y Justin Hammer. Para combatir a estos villanos, Iron Man contó con la ayuda de su propio equipo (basado en Force Works, un equipo de cómics en ese momento que desde entonces se ha desvanecido en la oscuridad), incluido Century, War Machine, Bruja Escarlata, Hawkeye (que reemplaza a un agente de EE. UU) y la Mujer araña.
La temporada consistió principalmente en aventuras de caso abierto de un solo episodio, con dos historias de dos partes hacia el final. A diferencia de muchas otras series animadas de Marvel, a pesar de presentar títulos exagerados que rindieron homenaje a los cómics de Marvel escritos por Stan Lee en la década de 1960, casi ninguno de los episodios fueron adaptaciones de historias de cómics, que consisten en lugar de historias originales escritas por Ron Friedman, colaboradas ocasionalmente por el mismo Stan Lee. Lo más cerca que llegó la temporada de adaptar un cuento de cómics fue en "El origen del hombre de hierro", que contó una versión (modificada y modernizada) del origen del cómic del personaje justo antes de que concluyera la temporada.
Una pequeña trama secundaria en la primera temporada gira en torno al mandarín que espía en secreto a Force Works. Culmina en "La boda de Iron Man" cuando Stark se da cuenta de que han sido espiados al revisar los eventos de episodios anteriores (y explica cómo las fuerzas de Mandarin siempre sabían dónde estarían), al darse cuenta de que Mandarin ha adquirido suficiente información para potencialmente deducir la verdad. Identidad del hombre de hierro. La trama del episodio completo está dedicada a resolver el problema, culminando en Iron Man y su equipo estableciendo un engaño elaborado donde Mandarin ve a Iron Man y Tony Stark en el mismo lugar con la intención de convencerlo de que los dos hombres no son lo mismo.

## Segunda Temporada
En 1995, Marvel cambió The Marvel Action Hour por un nuevo estudio de animación (como se mencionó anteriormente, la animación en la Temporada 1 fue proporcionada por el Grupo de Animación Rainbow, mientras que la animación en la Temporada 2 fue proporcionada por Koko Enterprises), y con esto llegó nueva. Los escritores (Ron Friedman fue reemplazado por Tom Tataranowicz para la temporada 2) y la nueva música para cada secuencia, junto con una nueva dirección para la serie. La música del tema del teclado sutil de la primera temporada para Iron Man (compuesta por el artista de rock progresivo Keith Emerson) fue reemplazada en la segunda temporada por un intenso tema de guitarra eléctrica (compuesto por William Kevin Anderson), con la repetición de "I am Iron Man! ", mientras mostraba a Tony Stark batiendo placas de hierro al rojo vivo en forma con un martillo de herrero. El peinado más largo de Tony Stark en la segunda temporada se basó en la descripción del artista Mark Bright de Stark desde finales de los 80, que es donde se basaron la mayoría de los episodios de la Temporada 2.
Las nuevas líneas de la historia abarcaron múltiples episodios y ya no eran casos "abiertos y cerrados". Formaron una narrativa de enlace, con temas de duplicidad, consecuencias y fobias. Además, las historias ya no estaban centradas en el Mandarín, cuyos anillos se habían dispersado y su poder se había agotado. Mientras que el mandarín apareció en estos episodios, sus apariciones se redujeron a cameos al final de la historia, mientras trataba de recuperar cada anillo.
Otro cambio fue que Force Works fue escrito en su mayor parte fuera de la serie, separándose de Stark después de que los engañó para trabajar en secreto con el Mandarín cuando Fin Fang Foom y sus compañeros Dragones estaban conspirando para eliminar la Tierra. Cuando el plan contrario de Stark contra Justin Hammer, que incluye fingir su muerte sin el conocimiento de sus compañeros de equipo, conduce a una disolución de Force Works, Julia Carpenter y James Rhodes son los únicos que continúan trabajando con Stark. Esta división se revisaría con los conflictos subsiguientes de Stark con Hawkeye a lo largo de varios episodios.
Además, War Machine desarrolla una fobia de quedar atrapado dentro de su armadura (también se basa en una trama cómica actual), pero esto se resuelve antes del episodio final. Mientras Rhodes estaba activo como War Machine en la Temporada 1, permaneció sin armadura durante la mayor parte de la Temporada 2 debido a que revivió una experiencia trágica de ahogamiento mientras estaba atrapado bajo el agua en la armadura de War Machine en el episodio de la Temporada 2 "Fire And Rain". Rhodes finalmente supera su miedo y se vuelve a llevar la armadura de la Máquina de Guerra en el episodio "Distant Boundaries".
Antes de encontrar sus últimos dos anillos, el Mandarín reclama su octavo anillo de MODOK en el episodio "Empowered". "Empowered" fue el clip show de la temporada, con el propósito de que el Mandarín quería conocer las actividades recientes de Iron Man. En la final, el mandarín, después de haber recuperado todos sus anillos, desata una neblina que usa el Corazón de la Oscuridad para hacer que todo lo tecnológico sea inútil. Iron Man se reúne con Force Works para detenerlo. El Mandarín desenmascara a Iron Man antes de que su enfrentamiento final termine en su muerte. Más específicamente, Iron Man logra reflejar el poder de los anillos de Mandarín, destruyéndolos y, finalmente, dejando al Mandarín con amnesia e indefenso ante una banda de bandidos del desierto que probablemente lo mataron, o al menos le cortaron la mano / los dedos por los anillos. Después de que mataron a Mandarín, MODOK y el resto de los secuaces de Mandarin fueron enviados a la cárcel.
Después de valoraciones decepcionantes, la serie fue cancelada.

## Crossovers
Dorian Harewood retoma su papel de War Machine de la serie animada de Iron Man en el episodio "Helping Hand, Iron Fist". Originalmente, le impide a Rick Jones ver a Tony Stark (expresado por Robert Hays, quien también estaba retomando su papel de Iron Man) en Industrias Stark, pero lo lleva a Stark después de que Jones le explicó que necesitaba la ayuda de Stark para encontrar a Bruce Banner. Más tarde, alerta a Stark de la llegada del general Ross, S.H.I.E.L.D. el agente Gabriel Jones, y un escuadrón de Hulkbusters. War Machine lucha contra algunos de los Hulkbusters junto a Jones y Iron Man.
Una versión diferente de Iron Man fue expresada una vez más por Robert Hays y una versión diferente de War Machine fue expresada por James Avery (repitiendo sus partes de la serie animada de Iron Man en el mismo período en el momento en que Dorian Harewood estaba expresando Tombstone) en Spider-Man: La serie animada. Aparecieron por primera vez en los episodios "Venom Returns" y "Carnage" en los que Dormammu le ordena a Venom que robe el Acelerador de dilatación del tiempo de Industrias Stark, que es capaz de liberar a Dormammu de su propia dimensión remota. Venom es rápidamente derrotado por Spider-Man y War Machine. Sin embargo, Venom recibe ayuda de Cletus Kasady, su compañero de celda que se ha vinculado con otro simbionte, Carnage. Después de que los simbiotes robaron la máquina, War Machine está demasiado herido para seguir luchando, por lo que Iron Man se une a Spider-Man, detiene a los simbiotes y evita que Dormammu abandone su dimensión. Iron Man también hace un cameo en el episodio llamado "The Spot", en el que Tony Stark despide al Dr. Jonathon Ohn del proyecto Time Dilation Accelerator porque Stark sabe que el proyecto es peligroso después de que Carnage casi lanzara a la Tierra a Dormammu usando la maquinaria Accelerator. Iron Man más tarde Aparece en el episodio de tres partes Secret Wars en el que Beyonder crea una guerra entre el bien y el mal para ver quién es mejor. Al final, los héroes ganan y todos, excepto Spider-Man, que tiene que detener al malvado Spider-Carnage. De destruir toda la realidad en la siguiente serie final, se envía de regreso a la Tierra sin ningún tipo de memoria.

## Comparación con los cómics
Como se describió anteriormente, la primera temporada de la serie basa muy pocas de sus historias en los cómics, aparte de su recuento del origen de Iron Man. Al modernizar la historia del origen del personaje, Tony Stark no se lesiona en una zona de guerra vietnamita, sino en un acto de sabotaje industrial tramado por Justin Hammer (quien también orquestó la muerte del padre de Tony, que luego se reveló como un encubrimiento por SHIELD en "No lejos del árbol") y el Mandarín. Heridos, no por un trozo de metralla cerca de su corazón, sino por astillas cerca de su columna vertebral, Stark y Ho Yinsen (cuyo nombre se cambia a Wellington) fueron mantenidos cautivos por el Mandarín, en lugar de Wong-Chu. Yinsen trabaja con Arnold Brock antes de que Arnold se convierta en el mandarín. El Mandarín luego captura a Wellington Yinsen para usarlo para ayudar a Tony Stark a construir una armadura invencible para sus minions. Cuando Tony Stark se convierte en Iron Man por primera vez, logra escapar, pero Yinsen es asesinado por el mandarín.
El propio mandarín estaba sujeto a grandes modificaciones, alterado por sus anillos en mayor medida que en los cómics. Obtuvo una piel verde (un destino que le sucedió a otros villanos asiáticos en la animación de la época, como el Doctor No en James Bond Jr. y Ming el Despiadado en Defensores de la Tierra) y una musculatura mejorada, pero el espectáculo mantuvo la conexión entre Su origen y el fin Fang Foom. Como se mencionó anteriormente, el Mandarín una vez fue conocido como Arnold Brock, un arqueólogo que cae en una antigua catacumba que contiene una nave espacial alienígena (que, como se mencionó anteriormente, pertenece a la encarnación de esta serie de Fin Fang Foom, con quien Mandarín forjó una alianza incómoda) huyendo de los bandidos del desierto. En esta catacumba, encuentra una gran gema que es la fuente de energía de la nave con diez gemas debajo de ella. Desafortunadamente, los bandidos matan a todos los demás, incluida su novia Ilona. Todos los asaltantes que se quedan son los anillos de su novia con las joyas que les arrancaron. El mandarín usa estos como la configuración de las diez gemas que hizo en sus anillos. El mandarín de esta continuidad fue alterado por el poder de la fuente de poder de la nave cuando la tocó; desarrolló orejas puntiagudas, uñas como garras y musculatura mejorada. Su piel se volvió verde esmeralda, y se volvió muy inteligente. Las versiones de dibujos animados de los anillos eran mucho más ambiguas, sin ningún poder particular asociado con ningún anillo; con mayor frecuencia, se usaban para proyectar explosiones de fuerza, alterar la realidad y transmutar objetos. El undécimo episodio de la temporada 2, "Hulkbuster" revelaría las habilidades específicas de dos de los anillos:
- Uno permite crear ventanas a través del tiempo y el espacio.

- El otro permite viajar por las ventanas.

Como se mencionó anteriormente, Fin Fang Foom se muestra como un aliado del mandarín, pero en la apertura de la segunda temporada, se reveló que esta fue una estratagema para ganarse la confianza de Mandarín, y luego lo traicionó cuando sus hermanos Dragón recuperaron sus formas monstruosas. e hicieron un núcleo desde su nave estelar que abrirá un portal a su mundo y permitirá que su especie invada la tierra. Supuestamente lo matan en la explosión que dispersa los anillos de Mandarín en todo el mundo. Aparte de estas historias de origen, el único episodio que se dibujó en un cómic de alguna manera fue "¡Alégrate! Soy Ultimo, Thy Deliverer", que presentó a Ultimo, el sirviente robótico del mandarín de la década de 1960, pero mostró su apariencia y origen extranjero. desde los años noventa.
Los minions de Mandarín (con la excepción del personaje original, Hypnotia) eran todos operadores solitarios en los cómics, el hombre de negocios Justin Hammer, que era un autor intelectual del crimen, en lugar de un villano que serviría a otro. Un MODOK mucho más pequeño aparece como un científico que buscó curar la mente criminal. Su jefe, Red Ghost, aumentó su mente en 100 veces. Pronto se enamoró y se casó con la famosa bailarina de ballet Alana Ulanova (con la voz de Sarah Douglas), quien más tarde se convirtió en modelo de traje de baño. The Red Ghost tenía envidia de su relación con su nueva esposa y lo convirtió en MODOK. Sirvió como el segundo al mando del Mandarín para poder convertirlo de nuevo en humano. Sin embargo, en la segunda temporada, el personaje de MODOK se convirtió en poco más que un alivio cómico, con su historia original olvidada (Cuando se le preguntó por qué servía al mandarín después de todos los abusos que le había quitado, MODOK contestó a gritos "Me hace reír", lo cual Puede ser una referencia a Jessica Rabbit). Después de que Mandarín fue derrotado en el final de la temporada, MODOK (junto con los secuaces de Mandarín) fue enviado a la cárcel.
Force Works, por otro lado, se retiró directamente de los cómics, pero sus roles civiles reales (una escena en el episodio "Data In - Chaos Out" sin embargo, le da a Century una identidad civil como un hombre llamado Woody, sombras deportivas y un sombrero de ala ancha) nunca se definieron en la caricatura, a excepción de Spider-Woman, quien fue refundida como vicepresidenta de investigación y desarrollo para Industrias Stark. Notablemente, la Bruja Escarlata de la caricatura no le debe casi nada al personaje del cómic: aquí, ella es una mística, espiritualista de lectura de tarot identificada en los créditos finales como "Wanda Frank" (un alias de ella en los cómics, en el que su verdadera el nombre es "Wanda Maximoff"), que habla con un acento grueso de Europa del Este (o según el subtitulado, alemán) y se refiere a otros personajes como "calabaza" y "magdalena". Su poder se identifica como un "sentido hexadecimal", pero lo que eso significa nunca se explica, y parece que le permite hacer cualquier cosa, desde el cambio de forma a la manipulación de la materia.
En una subparcela diseñada exclusivamente para la caricatura, Spider-Woman y la Bruja Escarlata compiten por los afectos de Iron Man. En la primera temporada, Stark no parece corresponder a los sentimientos de ninguna de las dos mujeres, pero en la segunda temporada se hace evidente que guarda algunos sentimientos por Julia, solo que su actitud de "lobo solitario" complica sus posibilidades de una relación. Además, Julia Carpenter eventualmente se casó con Tony Stark. Sin embargo, esto resulta ser simplemente una estratagema de Tony para sacar al mandarín y convencerlo de que no es Iron Man. Mientras Tony estaba en la boda, alguien más tomó el traje de Iron Man y atacó a Mandarín. Esto convenció a Mandarín de que Tony Stark no era Iron Man.
Mientras tanto, Rachel Carpenter (la hija de Spider-Woman) también aparece en la serie, aunque es más vieja que su encarnación de cómics y con una actitud más "rebelde". En "Silence My Companion, Death My Destination", se la muestra como una amante de la música de baile, y de las arcadas, desdeñosos compositores clásicos (específicamente Van Cliburn), pero después de que un pedazo de Rajmáninov interpretado por Cliburn en un casete que Rachel le dio a ella, se las arregla para recargarse. La armadura de Iron Man (como se mencionó anteriormente), cambia su estado de ánimo y comienza a apreciar.

## Reparto
| Personaje                      | Actor Original (EE. UU.)                                        | Actor de voz (Hispanoamérica)                          | Actor de voz (Castellano)                            |
| ------------------------------ | --------------------------------------------------------------- | ------------------------------------------------------ | ---------------------------------------------------- |
| Tony Stark/Iron Man            | Robert Hays                                                     | Mario Castañeda                                        | Eduardo Jover                                        |
| James Rhodes/Máquina de guerra | James Avery (temp. 1) Dorian Harewood (temp. 2)                 | Ricardo Hill                                           | Héctor Cantolla                                      |
| Julia Carpenter/Mujer Araña    | Casey Defranco (temp. 1) Jennifer Hale (temp. 2)                | Anabel Méndez                                          | Isabel Donate                                        |
| El Mandarín                    | Ed Gilbert (temp. 1) Robert Ito (temp. 2)                       | Javier Rivero                                          | Daniel Dicenta                                       |
| M.O.D.O.K.                     | Jim Cummings                                                    | Ricardo Hill                                           | Jesús Rodríguez                                      |
| Clint Barton/Ojo de Halcón     | John Reilly                                                     | José Luis Reza Marcos Patiño (1 cap.)                  | Iñigo Barandiarán                                    |
| Justin Hammer                  | Efrem Zimbalist Jr. (temp. 1) Tony Steedman (temp. 2)           | Ismael Castro Jesús Colín (1 cap.) Paco Mauri (1 cap.) | Antonio Fernández Sánchez Claudio Rodríguez (1 cap.) |
| Wanda Maximoff/Bruja Escarlata | Katherine Moffat (temp. 1) Jennifer Darling (temp. 2)           | Ruth Toscano                                           | Isabel Fernández Avanthay                            |
| Century                        | James Warwick (temp. 1) Jim Cummings (1 cap.) Tom Kane (1 cap.) | Gustavo Melgarejo Ricardo Mendoza (1 cap.)             | Juan Luis Rovira                                     |
| Gárgola Gris                   | Jim Cummings Ed Gilbert                                         | Marcos Patiño Ricardo Mendoza (1 cap.)                 | Luis Marín                                           |
| Caballero del Terror           | Neil Dickson                                                    | Marcos Patiño Herman López (1 cap.)                    |                                                      |
| Torbellino                     | James Avery Dorian Harewood                                     | Ismael Castro                                          | Miguel Zúñiga                                        |
| Ventisca                       | Chuck McCann                                                    | Armando Coria                                          | José Padilla                                         |
| Látigo Negro                   | Dorian Harewood                                                 | Armando Coria                                          |                                                      |
| H.O.M.E.R.                     | Tom Kane                                                        | Armando Coria                                          | Lorenzo Beteta                                       |
| Bill Clinton                   | Jim Cummings                                                    | Armando Coria Paco Mauri (1 cap.)                      |                                                      |
| Ho Yinsen                      | Neil Ross                                                       | Paco Mauri                                             |                                                      |
| Fin Fang Foom                  | Neil Ross                                                       | Paco Mauri                                             |                                                      |
| Láser Viviente                 | Robert Hays                                                     | Paco Mauri                                             |                                                      |
| Abuelo de Clint Barton         | ¿?                                                              | Paco Mauri                                             |                                                      |
| Reverendo                      | ¿?                                                              | Paco Mauri                                             |                                                      |
| Nick Fury                      | Philip Abbott                                                   | Ismael Castro                                          | Juan Antonio Gálvez                                  |
| Howard Stark                   | Neil Ross Peter Renaday (1 cap.)                                | Paco Mauri Alfonso Ramírez (1 cap.)                    |                                                      |
| Firebrand                      | Neal McDonough                                                  | Herman López                                           |                                                      |
| Arthur Dearborn                | David Warner                                                    | Ismael Castro                                          |                                                      |
| Sunturion                      | Tom Kane                                                        | Roberto Mendiola                                       |                                                      |
| Dum Dum Dugan                  | William Morgan Sheppard                                         | Herman López                                           | Karlos Kaniowsky                                     |
| Whitney Frost/Madame Masque    | Lisa Zane                                                       | Ruth Toscano                                           | María Antonia Rodríguez                              |
| Bruce Banner / Hulk            | Ron Perlman                                                     | Armando Coria                                          | Luis Porcar                                          |
| Líder                          | Matt Frewer                                                     | Roberto Mendiola                                       | Rafael De Penagos                                    |
| Hacker                         | Todd Louiso                                                     | Yamil Atala                                            |                                                      |
| Dark Aegis                     | Scott Valentine                                                 | Yamil Atala                                            | Miguel Zúñiga                                        |
| Titanium Man                   | Gerard Maguire                                                  | Alfonso Ramírez                                        | Jesús Rodríguez                                      |
| Jexxik                         | John Reilly                                                     | Marcos Patiño                                          |                                                      |
| Fantasma                       | Jamie Horton                                                    | Marcos Patiño                                          |                                                      |
| El Controlador                 | Jamie Horton                                                    | Roberto Mendiola                                       | Carlos Kaniowsky                                     |
| Firepower                      | Efrem Zimbalist Jr.                                             | Marcos Patiño                                          |                                                      |
| Ilona                          | Marla Rubinoff                                                  | Olga Donna-Dío                                         |                                                      |
| Sam Jaggers                    | James Warwick                                                   | Herman López                                           |                                                      |
| Vendedor de Joyas              | ¿?                                                              | César Arias                                            |                                                      |
| Subastador                     | ¿?                                                              | Gustavo Melgarejo                                      |                                                      |
| Fotógrafo de Alana Ulanova     | ¿?                                                              | Fernando Manzano                                       |                                                      |
| Asistente de Clinton           | ¿?                                                              | Marcos Patiño                                          |                                                      |
| Narración                      | ¿?                                                              | Armando Coria                                          |                                                      |

## Lista de episodios
| Temporada | Temporada | Episodios | Estados Unidos           | Estados Unidos        | Latinoamérica | Latinoamérica |
| Temporada | Temporada | Episodios | Comienzo                 | Final                 | Comienzo      | Final         |
| --------- | --------- | --------- | ------------------------ | --------------------- | ------------- | ------------- |
|           | 1         | 13        | 24 de septiembre de 1994 | 12 de enero de 1995   |               |               |
|           | 2         | 13        | 19 de noviembre de 1995  | 24 de febrero de 1996 |               |               |